# Französisch-Aserbaidschanische Universität
Die Französisch-Aserbaidschanische Universität (aserbaidschanisch Azərbaycan-Fransız Universiteti, französisch L'Université franco-azerbaïdjanaise, UFAZ) ist eine Universität in Baku, Aserbaidschan.
Sie wurde 2016 auf Initiative des aserbaidschanischen Präsidenten İlham Əliyev und des französischen Präsidenten François Hollande als gemeinsames Projekt der Universität Straßburg und der Aserbaidschanischen Staatlichen Öl- und Industrie-Universität (ASOIU) gegründet.
Der UFAZ-Campus befindet sich in einem historischen Gebäude in der Nizami küçəsi (Nizamistraße) 183 im Stadtzentrum.
Die Universität hat rund 70 Professoren und andere Fakultätsmitglieder sowie rund 538 Studenten.

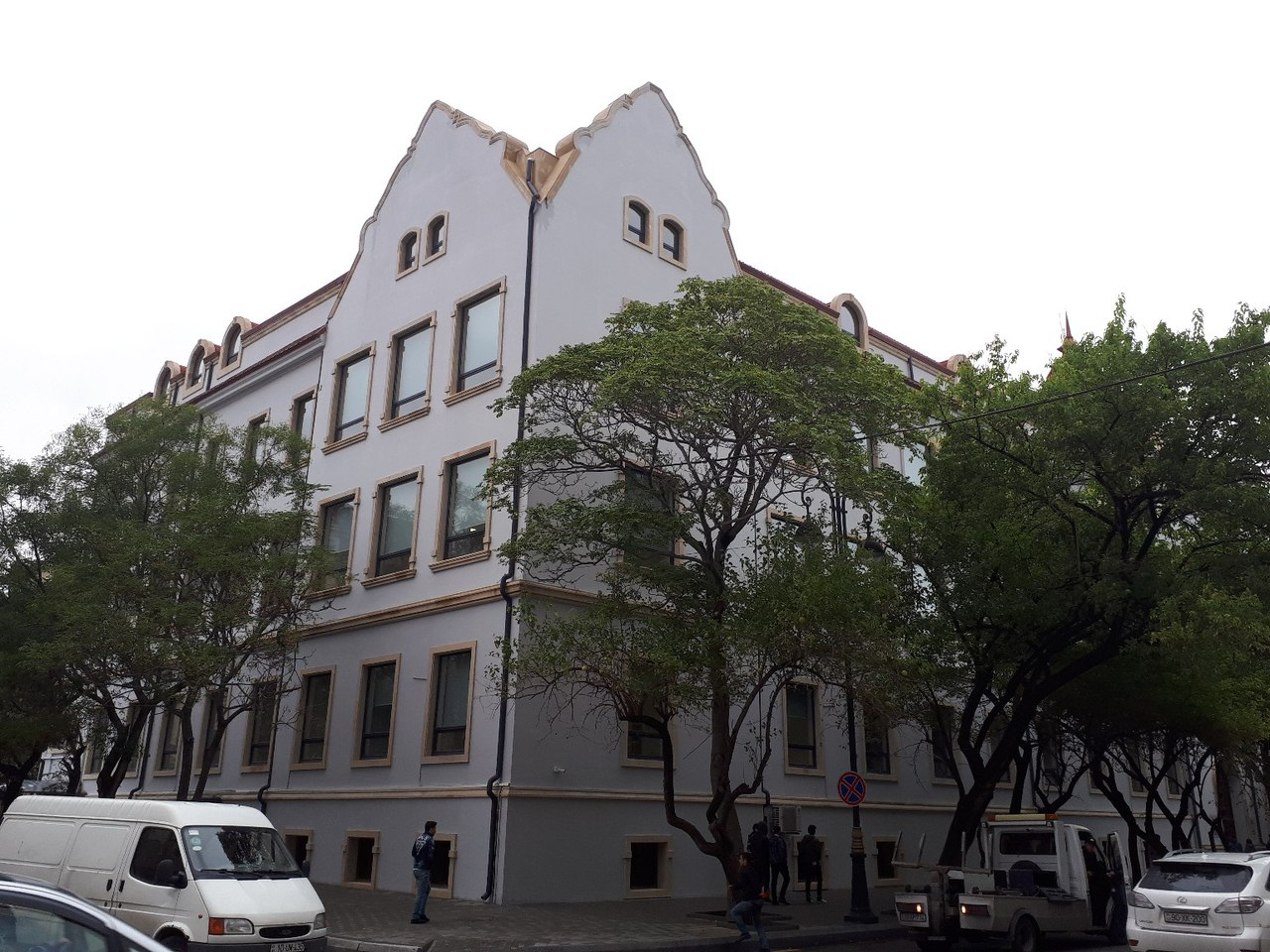
UFAZ-Gebäude

## Bildung
Der Unterricht an der UFAZ erfolgt in englischer Sprache. Der akademische Lehrplan folgt dem der Universität Straßburg und der Universität Rennes 1 für den Bachelor-Studiengang Erdöl- und Erdgastechnik.
Um den dreijährigen Bachelor-Studiengang in Frankreich mit dem vierjährigen Bachelor-Studiengang in Aserbaidschan in Einklang zu bringen, ist das erste Jahr an der UFAZ ein Vorbereitungsjahr. Das Lehrpersonal besteht aus französischen und aserbaidschanischen Professoren. Nach Abschluss des Studiums erhalten UFAZ-Absolventen aserbaidschanische (ASOIU) und französische (Universität Straßburg oder Universität Rennes 1) Diplome.
Derzeit zählt die UFAZ 4 Fachgebiete auf Bachelor-Ebene: Chemieingenieurwesen, Geophysik, Informatik, sowie Erdöl- und Erdgastechnik.
Die meisten UFAZ-Studenten, mehr als 80 %, sind Stipendiaten, die aufgrund der finanziellen Unterstützung der aserbaidschanischen Regierung eine kostenlose Ausbildung erhalten.
Die UFAZ wird für das Studienjahr 2020/2021 neue Masterstudiengänge in folgenden Bereichen eröffnen: Chemieingenieurwesen / Physikalische Chemie, Geowissenschaften und Angewandte Informatik (Big Data und künstliche Intelligenz).